# استان اولگین
استان اولگین (اُلْگین) (به اسپانیایی: Holguín Province) یکی از استان‌های واقع در شرق کشور کوبا است.

## خصوصیات
این استان ۹٬۲۰۹٫۷۱ کیلومترمربع مساحت و ۱٬۰۳۷٬۱۶۱ نفر جمعیت دارد.